# Alas Bangun
Alas Bangun is een bestuurslaag in het regentschap Bengkulu Utara van de provincie Bengkulu, Indonesië. Alas Bangun telt 848 inwoners (volkstelling 2010).